# Vass Imre-emléklap
A Vass Imre-emléklap a karsztok és barlangok feltárásában elért kimagasló teljesítményért csoportoknak adható díj. 1962 óta ítéli oda a Magyar Karszt- és Barlangkutató Társulat közgyűlése a társulat érembizottságának javaslata alapján.

## Története
1962. január 21-én a Magyar Karszt- és Barlangkutató Társulat közgyűlése a vezetőség és a választmány előterjesztésére határozatot hozott kitüntető emlékérmek és emléklapok alapításáról.

## Vass Imre-emléklappal kitüntetettek
- 1962. Miskolci Barlangkutató Csoport
- 1962. Vörös Meteor Természetbarát Egyesület Barlangkutató Szakosztálya
- 1963. Dorogi Kadić Ottokár Barlangkutató Csoport
- 1964. Budapesti Vámőrség Sportegyesület Természetbarát Szakosztály Barlangkutató Csoportja
- 1966. Diósgyőri Vasas Tornaklub Természetbarát Szakosztálya
- 1969. Miskolci Bányász Sportegyesület Barlangkutató Szakosztálya
- 1972. A Vecsembükki-zsomboly kutatóinak kollektívája
- 1977. Amphora Könnyűbúvár Barlangkutató Csoport
- 1977. Papp Ferenc Barlangkutató Csoport
- 1978. Hajnóczy József Barlangkutató Csoport
- 1979. Miskolci NME TDK Barlangkutató Csoport
- 1981. Honvéd Osztyapenko SE Bekey Imre Gábor Barlangkutató Csoportja
- 1982. Alba Regia Barlangkutató Csoport
- 1983. VMTE Barlangkutató Szakosztály és Vízalatti Szakosztály
- 1984. Acheron Barlangkutató Szakosztály
- 1986. Baradla Barlangkutató Csoport
- 1991. Acheron Barlangkutató Szakosztály és Labirint Barlangkutató Csoport
- 1992. Magyar Állami Földtani Intézet Barlangkutató Csoport
- 1994. Marcel Loubens Barlangkutató Egyesület
- 1995. Bekey Imre Gábor Barlangkutató Csoport
- 1996. BEAC és a MAFC barlangkutató csoportok Alsó-hegy-kutató kollektívája
- 1998. Gortani-kutató kollektíva
- 2001. Ariadne Karszt- és Barlangkutató Egyesület
- 2002. Acheron, Bekey és a Meteor barlangkutató szakosztályok Pál-völgyi- és Mátyás-hegyi-barlangokat kutató és egybekapcsoló kollektívái
- 2008. montenegrói kutatókollektíva
- 2009. Molnár János-barlangot kutató kollektíva
- 2009. Ariadne Karszt- és Barlangkutató Egyesület és Szent Özséb Barlangkutató Csoport
- 2010. Mecseki Karsztkutató Csoport
- 2010. Újpesti TTE Szabó József Barlangkutató Csoport és Barit Barlangkutató Csoport
- 2011. Amphora Könnyűbúvár Klub
- 2011. Ariadne Karszt- és Barlangkutató Egyesület
- 2012. Bekey Imre Gábor, UTTE Szabó József és Barit Barlangkutató Csoport
- 2013. Plecotus Barlangkutató Csoport és Plózer István Víz Alatti Barlangkutató Csoport
- 2014. Ariadne Karszt- és Barlangkutató Egyesület
- 2018. Ba Julianna és Polacsek Zsolt által vezetett, a Baradla-barlang Jósvafői-szakaszát kutató kollektíva